# Silicon Valley Group Lithography
Silicon Valley Group Lithography (SVGL) is de naam van een Amerikaans hightechbedrijf (Norwalk, Connecticut) dat tot 2001 als zelfstandige onderneming bestond en toeleverancier was voor de halfgeleiderindustrie. In dat jaar fuseerde het bedrijf met ASML. 
SVGL produceerde apparatuur die werd gebruikt in de fabricage van computerchips zoals wafersteppers (Micrascan), ovens en coating tracks. Klanten waren onder andere Motorola, IBM, Intel, Siemens en Samsung.
SVGL was oorspronkelijk de optische lithografie divisie van Perkin-Elmer en werd in 1990 door Amerikaanse Silicon Valley Group (SVG) overgenomen. Dit volgde na het het besluit van Perkin-Elmer, een jaar eerder, om haar activiteiten als toeleverancier voor de halfgeleiderindustrie te beëindigen. De divisie voor elektronenbundel lithografie (e-beam lithography) ging verder als zelfstandig bedrijf onder de naam Etec.